# Grand Prix Sezon 1935
Sezon Grand Prix 1935 – kolejny sezon z cyklu Wyścigów Grand Prix oraz Mistrzostw Europy AIACR. Mistrzem Europy został Niemiec Bernd Rosemeyer.

## Podsumowanie Sezonu

### Grand Prix zaliczane do Mistrzostw Europy
| Nr | Data        | Grand Prix            | Tor               | Zwycięzca (kierowcy) | Zwycięzca (konstruktorzy) | Wyniki |
| -- | ----------- | --------------------- | ----------------- | -------------------- | ------------------------- | ------ |
| 1  | 14 lipca    | Grand Prix Belgii     | Spa-Francorchamps | Rudolf Caracciola    | Mercedes-Benz             | Wyniki |
| 2  | 28 lipca    | Grand Prix Niemiec    | Nürburgring       | Tazio Nuvolari       | Alfa Romeo                | Wyniki |
| 3  | 25 sierpnia | Grand Prix Szwajcarii | Bremgarten        | Rudolf Caracciola    | Mercedes-Benz             | Wyniki |
| 4  | 8 września  | Grand Prix Włoch      | Monza             | Hans Stuck           | Auto Union                | Wyniki |
| 5  | 22 września | Grand Prix Hiszpanii  | Lasarte           | Rudolf Caracciola    | Mercedes-Benz             | Wyniki |

### Pozostałe Grand Prix
Na żółto zaznaczono wyścigi Grandes Épreuves, które nie były zaliczane do klasyfikacji Mistrzostw Europy.
| Data            | Grand Prix                | Tor            | Zwycięzca (kierowcy)       | Zwycięzca (konstruktorzy) | Wyniki |
| --------------- | ------------------------- | -------------- | -------------------------- | ------------------------- | ------ |
| 10 lutego       | Grand Prix Norwegii       | Bogstad, Oslo  | Per-Viktor Widengren       | Alfa Romeo                | Wyniki |
| 17 lutego       | Vallentunaloppet          | Vallentnasjön  | Per-Viktor Widengren       | Alfa Romeo                | Wyniki |
| 24 lutego       | Grand Prix Pau            | Pau            | Tazio Nuvolari             | Alfa Romeo                | Wyniki |
| 22 kwietnia     | Grand Prix Monako         | Monaco         | Luigi Fagioli              | Mercedes-Benz             | Wyniki |
| 28 kwietnia     | Targa Florio              | Madonie        | Antonio Brivio             | Alfa Romeo                | Wyniki |
| 5 maja          | Grand Prix Tunisu         | Kartagina      | Achille Varzi              | Auto Union                | Wyniki |
| 12 maja         | Grand Prix Trypolisu      | Mellaha        | Rudolf Caracciola          | Mercedes-Benz             | Wyniki |
| 12 maja         | Grand Prix Finlandii      | Eläintarharata | Karl Ebb                   | Mercedes-Benz             | Wyniki |
| 19 maja         | Bergamo Circuit           | Bergamo        | Tazio Nuvolari             | Alfa Romeo                | Wyniki |
| 26 maja         | Avusrennen                | AVUS           | Luigi Fagioli              | Mercedes-Benz             | Wyniki |
| 26 maja         | Grand Prix Picardy        | Péronne        | Robert Benoist             | Bugatti                   | Wyniki |
| 26 maja         | Orléans Circuit           | Orlean         | Robert Cazaux              | Bugatti                   | Wyniki |
| 31 maja         | Mannin Moar               | Douglas        | Brian Lewis                | Bugatti                   | Wyniki |
| 2 czerwca       | U.M.F. Grand Prix         | Montlhéry      | Raymond Sommer             | Alfa Romeo                | Wyniki |
| 2 czerwca       | Grand Prix Rio de Janeiro | Gávea          | Riccardo Carú              | Fiat                      | Wyniki |
| 9 czerwca       | Biella Circuit            | Biella         | Tazio Nuvolari             | Alfa Romeo                | Wyniki |
| 9 czerwca       | Grand Prix Frontières     | Chimay         | Rudolf Steinweg            | Bugatti                   | Wyniki |
| 16 czerwca      | Eifelrennen               | Nürburgring    | Rudolf Caracciola          | Mercedes-Benz             | Wyniki |
| 23 czerwca      | Grand Prix Francji        | Montlhéry      | Rudolf Caracciola          | Mercedes-Benz             | Wyniki |
| 30 czerwca      | Grand Prix Penya Rhin     | Montjuïc Park  | Luigi Fagioli              | Mercedes-Benz             | Wyniki |
| 30 czerwca      | Grand Prix Lotaryngii     | Nancy          | Louis Chiron               | Alfa Romeo                | Wyniki |
| 7 lipca         | Turin Circuit             | Valentino Park | Tazio Nuvolari             | Alfa Romeo                | Wyniki |
| 7 lipca         | Grand Prix de la Marne    | Reims-Gueux    | René Dreyfus               | Alfa Romeo                | Wyniki |
| 21 lipca        | Grand Prix Dieppe         | Dieppe         | René Dreyfus               | Alfa Romeo                | Wyniki |
| 21 lipca        | Varese Circuit            | Varese         | Vittorio Belmondo          | Alfa Romeo                | Wyniki |
| 4 sierpnia      | Grand Prix Comminges      | Saint-Gaudens  | Raymond Sommer             | Alfa Romeo                | Wyniki |
| 4 sierpnia      | Coppa Ciano               | Montenero      | Tazio Nuvolari             | Alfa Romeo                | Wyniki |
| 15 sierpnia     | Coppa Acerbo              | Pescara        | Achille Varzi              | Auto Union                | Wyniki |
| 18 sierpnia     | Grand Prix Nicei          | Nicea          | Tazio Nuvolari             | Alfa Romeo                | Wyniki |
| 15 września     | Grand Prix Modeny         | Modena         | Tazio Nuvolari             | Alfa Romeo                | Wyniki |
| 15 września     | Grand Prix Estonii        | Pirita-Kose    | Karl Ebb                   | Mercedes-Benz             | Wyniki |
| 29 września     | Grand Prix Czechosłowacji | Brno           | Bernd Rosemeyer            | Auto Union                | Wyniki |
| 29 września     | Coppa Edda Ciano          | Lukka          | Mario Tadini               | Alfa Romeo                | Wyniki |
| 5 października  | Grand Prix Donington      | Donington Park | Richard Shuttleworth       | Alfa Romeo                | Wyniki |
| 6 października  | Coppa della Sila          | Cosenza        | Antonio Brivio             | Alfa Romeo                | Wyniki |
| 19 października | Mountain Championship     | Brooklands     | Richard Shuttleworth       | Alfa Romeo                | Wyniki |
| 20 października | Estoril Circuit           | Estoril        | Francisco Ribeiro Ferreira | Bugatti                   | Wyniki |

## Klasyfikacja generalna
| Poz | Kierowca                | BEL | GER | SUI | ITA | ESP | Pkt |
| --- | ----------------------- | --- | --- | --- | --- | --- | --- |
| 1   | Rudolf Caracciola       | 1   | 3   | 1   | NU  | 1   | 11  |
| 2   | Luigi Fagioli           | 2   | 6   | 2   | NU  | 2   | 17  |
| 3   | Hans Stuck              |     | 2   | 11  | 1   | NU  | 21  |
| 4   | Tazio Nuvolari          |     | 1   | 5   | NU  | NU  | 24  |
| 5   | Manfred von Brauchitsch | NU  | 5   | NU  | NU  | 3   | 25  |
| =   | Bernd Rosemeyer         |     | 4   | 3   | NU  | 5   | 25  |
| 7   | René Dreyfus            | 4   |     | 7   | 2   |     | 26  |
| 8   | Achille Varzi           |     | 8   | 4   | NU  | NU  | 27  |
| 9   | Louis Chiron            | 3   | NU  | NU  |     | NU  | 29  |
| =   | Hermann Lang            |     | NU  | 6   | NU  |     | 29  |
| 11  | Piero Taruffi           | 6   | NU  |     | 5   |     | 31  |
| =   | Raymond Sommer          | NU  |     | 9   |     | 7   | 31  |
| =   | Paul Pietsch            |     | 9   |     | 3   |     | 31  |
| 14  | Marcel Lehoux           | 7   |     |     |     | 8   | 32  |
| =   | Robert Benoist          | 5   |     |     |     | 6   | 32  |
| 16  | Jean-Pierre Wimille     | NU  |     |     | NU  | 4   | 33  |
| 17  | Philippe Étancelin      |     | NU  | NU  | NU  |     | 34  |
| 18  | Goffredo Zehender       |     | 11  |     | NU  |     | 35  |
| =   | Pietro Ghersi           |     | 12  |     | NU  |     | 35  |
| =   | Renato Balestrero       |     | NU  | 12  |     |     | 35  |
| 21  | Hanns Geier             |     | 7   |     |     |     | 36  |
| =   | Hans Rüesch             |     | 10  |     |     |     | 36  |
| =   | László Hartmann         |     | NU  | NU  |     |     | 36  |
| =   | Giuseppe Farina         |     |     |     | 8   |     | 36  |
| =   | Earl Howe               |     |     | 10  |     |     | 36  |
| =   | Attilio Marinoni        |     |     |     | 4   |     | 36  |
| 27  | Raymond Mays            |     | NU  |     |     |     | 37  |
| =   | Genaro Léoz-Abad        |     |     |     |     | NU  | 37  |
| 29  | Antonio Brivio          |     | NU  |     |     |     | 39  |
| =   | Ferdinando Barbieri     |     |     | NU  |     |     | 39  |
| =   | Brian Lewis             |     |     | NU  |     |     | 39  |
| =   | Eugenio Siena           |     |     |     |     | NU  | 39  |
| Poz | Kierowca                | BEL | GER | SUI | ITA | ESP | Pkt |

| Kolor     | Rezultat                             | Punkty |
| --------- | ------------------------------------ | ------ |
| Złoty     | Zwycięzca                            | 1      |
| Srebrny   | 2. miejsce                           | 2      |
| Brązowy   | 3. miejsce                           | 3      |
| Zielony   | Przynajmniej 75% rezultatu zwycięzcy | 4      |
| Niebieski | 50%-75% rezultatu zwycięzcy          | 5      |
| Fioletowy | 25%-50% rezultatu zwycięzcy          | 6      |
| Czerwony  | Poniżej 25% rezultatu zwycięzcy      | 7      |
| Czarny    | Zdyskwalifikowany                    | 8      |
| Biały     | Nie brał udziału                     | 8      |